# Xcaret Park
Xcaret Park is een themapark in Playa del Carmen in de Mexicaanse staat Quintana Roo. Het opende in 1990/1991 en is eigendom van de Grupo Xcaret. Het werd vernoemd naar Xcaret, een archeologische Mayasite. Het themapark telt meer dan 50 attracties en 3 hotels.

## Geschiedenis
In 1984 kocht architect Miguel Quintana Pali land aan de kust waar hij een eigen woning op wilde bouwen. Na de ontdekking van cenotes (zinkgaten) en ondergrondse rivieren, wilde Pali er een themapark uitbouwen. Hiervoor werkte Pali samen met de gebroeders Óscar, Marcos en Carlos Constandse Madrazo, die er eveneens grond kochten. In 1990/1991 opende het Xcaret Park. Het werd het eerste themapark van wat intussen is uitgegroeid tot de Grupo Xcaret.
In 2017 opende het Xcaret Mexico-hotel, in 2020 het hotel La Casa de la Playa en in 2021 Xcaret Arte. Het park won in 2018 de Liseberg Applause Award. In 2022 won het de Traveler's Choice Award en de Business Innovation Tourism Award (WTTS).